# Kloster St. Apollinaris (Obermichelbach)
Das Kloster St. Apollinaris war ein Benediktinerinnenkloster bei Obermichelbach im Elsass.

## Geschichte
Im Jahr 1140 durch die Grafen von Pfirt als Mönchskloster gegründet übernahmen es 1238 Benediktinerinnen. Der Bischof von Basel fand das Kloster vernachlässigt vor und erbat in Rom Hilfe, so dass Mychelenbach den Zisterziensern des Klosters Wettingen unterstellt wurde. Da es für eine wirksame Aufsicht zu weit entfernt lag, wurde 1253 dem Kloster Lützel unterstellt. Im vierzehnten Jahrhundert entstand der Name Kloster “St. Apollinaris”. Es war Station für Pilger nach Ravenna. Eine Sage berichtet von einem Brunnen mit Wunder wirkendem Wasser.
1797 wurde das Kloster aufgelöst, die Gebäude verkauft. Vom Kloster soll noch eine Statue des Hl. Apollinaris in Obermichelbach erhalten sein, die Steine wurden zum Bau der Kirche verwendet.